# Rosine Mbakam
Rosine Mbakam (née en 1980), est une réalisatrice camerounaise basée en Belgique. Elle a réalisé plusieurs films courts métrages et longs métrages dont les plus connus sont les films documentaires Les Deux Visages d'une femme bamiléké sorti en 2016 et Chez Jolie Coiffure sorti en 2018 qui lui ont permis de remporter de nombreux prix internationaux. 

## Biographie

### Enfance et formations
Rosine Mbakam est née au Cameroun en 1980. Elle est originaire de Tonga, dans le département du Ndé, dans la Région de l'Ouest Cameroun. Elle grandit dans une famille bamilékée traditionnelle. Elle passe son enfance à Yaoundé. 
Rosine Mbakam fait ses premiers dans le cinéma en 2001 et suit une formation en audiovisuel au Cameroun entre 2001 et 2004 au sein du COE (Centro orientamento Educativo), une organisation non gouvernementale (ONG) italienne basée à Yaoundé. Elle rejoint ensuite l'équipe de la chaine de télévision privée camerounaise STV (Spectrum Télévision) où elle travaille en tant que reporter d'images et réalisatrice de programmes de 2004 à 2007,. En 2007, alors âgée de 27 ans, elle quitte le Cameroun pour la Belgique et s'inscrit à l'INSAS à Bruxelles où elle poursuit ses études en cinéma et production audiovisuelle. Elle sort diplômée de l'INSAS en 2012.

## Carrière
Rosine Mbakam réalise ses premiers films dès 2009 alors qu'elle est encore étudiante. Il s'agit entre autres des courts métrages  Un cadeau sorti en 2010, et Les Portes du passé sorti en 2011. En 2011 elle co-réalise avec Mirko Popovitch le film Mavambu, un portrait de l'artiste congolais Freddy Tsimba produit par Africalia. Après l'obtention de son diplôme, elle réalise et monte des films et documentaires pour la société de production Africalia tout en réalisant ses propres films. Puis en 2014, elle cofonde la maison de production Tândor Productions avec Geoffroy Cernaix.

### Les Deux Visages d'une femme bamiléké
En 2016, Rosine Mbakam réalise son premier long métrage, un film documentaire intitulé Les Deux Visages d'une femme Bamiléké. Le film de 76 minutes est un documentaire personnel dans lequel la réalisatrice relate son retour dans son pays natal, avec son mari français et leur fils, après sept années d’absence. Le film est constitué d’une série de conversations entre la réalisatrice et sa mère principalement, sur des sujets variés liés à la famille, le genre et aussi la politique.

### Chez Jolie Coiffure
Rosine Mbakam réalise en 2018 un second film intitulé Chez Jolie Coiffure. Le documentaire de 71 minutes traite de l’immigration, du quotidien et des difficultés des immigrés africains en Europe. Le film se déroule à Bruxelles dans un salon de coiffure tenue par une immigrante camerounaise dans le quartier de Matonge.

### Les Prières de Delphine
Rosine Mbakam réalise en 2021 un troisième film intitulé Les Prières de Delphine. Ce film est le portrait de Delphine, une jeune Camerounaise. Delphine, comme d'autres, fait partie d'une génération de jeunes Africaines broyées par les sociétés patriarcales et livrées à la colonisation sexuelle occidentale comme seul moyen de survie. 
Ces trois films rencontrent un réel succès et lui permettent de participer à plusieurs festivals internationaux et de remporter de nombreux prix et récompenses.

## Filmographie
- 2010 : Un cadeau
- 2011 : Mavambu
- 2011 : Les Portes du passé
- 2012 : Tu seras mon allié, court-métrage
- 2016 : Les Deux Visages d'une femme bamiléké, film documentaire
- 2018 : Chez Jolie Coiffure, film documentaire
- 2021 : Les Prières de Delphine, film documentaire
- 2021 : Prisme, en coréalisation avec Eléonore Yaméogo et An van. Dienderen
- 2023 : Mambar Pierrette

## Prix et Nominations
- 2017 : Sélections Regards du présent et Place au doc - FIFF  Namur (Belgique)
- 2017 : États généraux du film documentaire - (France) - Journée Scam[17]
- 2017  : mention spéciale - Documentaire international - Écrans noirs - Yaoundé (Cameroun)[18]
- 2017 : meilleur film, Do Pao International Documentary Film Festival
- 2017 : Delhi International Film Festival
- 2017 : The Prize of the Flemish Unesco Commission[19] at the Afrika Filmfestival Leuven.
- 2017 : mention spéciale, Festival international du film documentaire de Saint-Louis (Sénégal)
- 2017  : Panorama belge Festival Filmer à tout prix Bruxelles (Belgique)
- 2017 : African Diaspora International Film Festival[20]
- 2018: DOK.FEST Internationales Dokumentarfilmfestival München - Munich (Allemagne) - Sélection
- 2018 : New York African Film Festival  (New York)
- 2018 : meilleur documentaire, London Feminist Film Festival (Royaume-Uni)
- 2018 : International Film Festival Rotterdam
- 2019 : Discovery Award, Society of Media Authors and Creators (SCAM)
- 2019 : West African Film Festival 2018[20]
- 2019 : The Spirit of the Festival Prize at Light Film Festival 2019[7]

Elle a également été sélectionnée au Fespaco 2019, section Panorama, et à Emerging International Filmmaker Award à Londres en 2019 avec son film Chez Jolie Coiffure.